# Kasachische Badmintonmeisterschaft
Kasachische Badmintonmeisterschaften werden zur Ermittlung der nationalen Titelträger von Kasachstan im Badminton seit dem Zerfall der Sowjetunion ab dem Jahr 1992 ausgetragen. In der kasachischen Sowjetrepublik wurden die ersten Titelkämpfe bereits 1962 ausgetragen.

## Titelträger
| Saison    | Herreneinzel        | Dameneinzel        | Herrendoppel                          | Damendoppel                            | Mixed                              |
| --------- | ------------------- | ------------------ | ------------------------------------- | -------------------------------------- | ---------------------------------- |
| 1962      | Nikolay Smirnov     | V. Frolova         | Nikolay Smirnov Vladimir Terekhin     | V. Frolova L. Novitskaya               | Nikolay Smirnov L. Novitskaya      |
| 1963      | keine Daten         | keine Daten        | keine Daten                           | keine Daten                            | keine Daten                        |
| 1964      | Nikolay Yaremenko   | keine Daten        | keine Daten                           | keine Daten                            | keine Daten                        |
| 1965 1994 | keine Daten         | keine Daten        | keine Daten                           | keine Daten                            | keine Daten                        |
| 1995      | Igor Dmitriev       | Irina Gritsenko    | Igor Dmitriev Anton Tiajkoun          | Irina Gritsenko Marina Panchenko       | Konstantin Dubs Irina Gritsenko    |
| 1996      | Igor Dmitriev       | Olesia Sholar      | Igor Dmitriev ?                       | Ludmila Okuneva Olesia Sholar          | Igor Dmitriev Ludmila Okuneva      |
| 1997      | Igor Dmitriev       | keine Daten        | keine Daten                           | keine Daten                            | keine Daten                        |
| 1998      | Igor Dmitriev       | Saule Kustavletova | keine Daten                           | keine Daten                            | keine Daten                        |
| 1999 2013 | keine Daten         | keine Daten        | keine Daten                           | keine Daten                            | keine Daten                        |
| 2014      | Artur Niyazov       | Veronika Sorokina  | Khaitmurat Kulmatov Artur Niyazov     | Veronika Sorokina Ilyana Filipchuk     | Artur Niyazov Veronika Sorokina    |
| 2020      | Artur Niyazov       | Kamila Smagulova   | Khaitmurat Kulmatov Artur Niyazov     | Aisha Zhumabek Kamila Smagulova        | Khaitmurat Kulmatov Aisha Zhumabek |
| 2021      | Khaitmurat Kulmatov | Kamila Smagulova   | Khaitmurat Kulmatov Yevgeniy Yevseyev | Aisha Zhumabek Nargiza Rakhmetullayeva | Artur Niyazov Romualda Batyrova    |
| 2022 2025 | keine Daten         | keine Daten        | keine Daten                           | keine Daten                            | keine Daten                        |